# ضريح فينتان
ضريح فينتان هو كهف أسطوري على الجبل الأيرلندي (التل الآن) تول تويندي (تل الموجة) في جبال آرا بالقرب من فيضان متفجر.
من المفترض أن فينتان ماتك بوخرا انتظر الطوفان هنا.

## وصلات خارجية
- MountainViews: Info on Tountinna Tonn Toinne (457m) in area Shannon